# Meng Suping
Meng Suping (孟苏平S, Mèng SūpíngP; Ma'anshan, 17 luglio 1989) è una sollevatrice cinese, vincitrice della medaglia d'oro olimpica nella categoria +75 kg ai Giochi di Rio de Janeiro 2016.

## Palmarès
- Giochi olimpici

Rio de Janeiro 2016: oro nei +75 kg.
- Mondiali

Goyang 2009: bronzo nei +75 kg.
Adalia 2010: argento nei +75 kg.
Almaty 2014: argento nei +75 kg.
Houston 2015: argento nei +75 kg.
Aşgabat 2018: argento nei +87 kg.
Pattaya 2019: bronzo nei +87 kg.
- Giochi asiatici

Canton 2010: argento nei +75 kg.
- Campionati asiatici

Tongling 2011: oro nei +75 kg.
Phuket 2015: oro nei +75 kg.
Ningbo 2019: argento nei +87 kg.